# Carmel Regina Martyrum
Le Carmel Regina Martyrum est une abbaye de carmélites déchaussées à Berlin, dans le quartier de Charlottenburg-Nord au Heckerdamm 232. Le couvent Regina Martyrum est construit en 1982 par les carmélites déchaussées du Carmel du Saint-Sang (de) de Dachau.

## Histoire
À proximité immédiate du couvent et reliée à celui-ci se trouve l'église commémorative des catholiques allemands en l'honneur des martyrs pour la liberté de foi et de conscience de 1933 à 1945, l'église Sainte-Marie-Reine-des-martyrs de Berlin (de).
Döpfner avait envisagé d'implanter un monastère à proximité de l'église mémoriel. Le cardinal Alfred Bengsch fait les premiers pas vers la fondation du Carmel en 1979 et l'évêque Joachim Meisner consacre le couvent en 1984. Gemma Hinricher (de) est la première prieure avec 11 autres religieuses.
Les bâtiments du couvent, pouvant accueillir environ 24 sœurs, comprennent également des chambres pour les visiteurs individuels ou des groupes de visiteurs tels que des groupes de méditation, ainsi qu'une boutique de produits monacaux située à Heckerdamm. Les salles communautaires construites lors de la construction de l'église commémorative Maria Regina Martyrum sont démolies pour construire le couvent. La façade face à Heckerdamm, conçue par l'architecte Hans Schädel (de) avec des lattes de béton suspendues, est conservée.